# Maggie Q
Margaret „Maggie Q” Denise Quigley (Honolulu, 1979. május 22. –) amerikai színésznő és modell. 
Szerepelt a Mission: Impossible III (2006), a Die Hard 4.0 – Legdrágább az életed (2007), A pap – Háború a vámpírok ellen (2011) és A vágyak szigete (2020) című filmekben. Ő alakította Tori Wu-t A beavatott (2014), A beavatott-sorozat: A lázadó és A beavatott-sorozat: A hűséges című disztópikus sci-fi akciófilmekben.
Q főszerepet játszott a The CW Nikita című akció-thriller sorozatban (2010-2013). Emellett ő alakította Hannah Wells FBI-ügynök szerepét A kijelölt túlélő című politikai thriller sorozatban (2016-2019).

## Élete
Q a hawaii Honoluluban született és nőtt fel. Édesapja ír és lengyel származású, édesanyja pedig vietnami bevándorló. Szülei akkor ismerkedtek meg, amikor apja a Vietnámi háború idején Vietnámban szolgált. Négy testvére van, katolikusnak nevelkedett.
A Mililani Waena Általános Iskolába és a Wheeler Középiskolába járt. Ezután a Mililani Középiskolába járt, ahol tagja volt a terepfutó, atlétikai és úszócsapatnak. Az utolsó évben modellkedni kezdett, és elnyerte a „Legjobb alak” címet, majd 1997-ben végzettséget szerzett. Atlétikai ösztöndíjat nyert egy magánegyetemen, és állatorvosnak akart tanulni; a családja azonban nem tudta anyagilag támogatni. Az egyik tanév végén elhagyta Hawaiit abban a reményben, hogy elég pénzt keressen ahhoz, hogy a következő tanév elején folytatni tudja a tanulást.

## Pályafutása
Maggie 2000-ben tűnt fel először a képernyőn, a Gui ming mo (Modell a pokolból) című filmben. Ezt követően jött a Csodazsaruk Hongkongban, majd a Csúcsformában 2. című filmben kapott egy kisebb szerepet. Ekkor figyelt fel rá Jackie Chan, és felkarolta a kezdő színésznőt. A Meztelen fegyver című filmben már nagyobb feladatot kapott. A Jules Verne regénye alapján készült 80 nap alatt a Föld körül című kalandfilmben Jackie ismét hozzájuttatta egy kisebb szerephez. Az igazi ismertség 2006-ban jött el, a Mission: Impossible III című akciófilmben, Zhen karakterével, valamint a rá következő évben a Die Hard 4.0 – Legdrágább az életed című filmben, ahol Mai Linh szerepében a küzdősportokban szerzett jártasságát is megmutathatta.
Láthattuk még a Szerva itt, pofon ott, a Szex telefonhívásra és Az ősök kardja című alkotásokban is. Aztán 2010-ben Craig Silverstein felkérte a Nikita című akciósorozat főszerepére. A sorozat négy évadot és 73 részt ért meg. 2014-től három "Beavatott" filmben is találkozhattunk vele. A Stalker című sorozat 20 epizódjában játszotta Beth Davis-t. 2016 és 2019 között A kijelölt túlélő című sorozatban 50 részen át láthattuk Hannah Wells-ként. Az igazság ifjú ligája című animációs sorozatban Diána hercegnőnek (avagy Wonder Woman-nek) kölcsönözte a hangját. 

## Magánélete
Miután 2014 elején találkozott a Stalker sztárjával, Dylan McDermott-tal a forgatáson, 2015. január 14-én bejelentették az eljegyzésüket. 2017-ben úgy nyilatkoztak, hogy nem sietnek a házassággal. Kapcsolatuk 2019 februárjában ért véget.
Q-nak öt tetoválása van: egy kereszt a jobb alkarján; Tibeti írás és egy kis háromszög a bal alkarján; egy zulu közmondás az oldalán - „umuntu ngumuntu ngabantu”, ami azt jelenti, hogy „az ember karakterét a közösség alkotja”; és egy főnixmadár a bal csípőjén, amelyet a legtöbb szerepében el kellett rejtenie, kivéve a Nikitában. Átmeneti halláskárosodást szenvedett a jobb fülében, miután 2010-ben egy robbanási mutatvány során megsérült a dobhártyája.
Van egy háza a New York-i Pound Ridge-ben.

## Filmográfia

### Film
| Év   | Magyar cím                                 | Eredeti cím                                   | Szerep          | Magyar hang      |
| ---- | ------------------------------------------ | --------------------------------------------- | --------------- | ---------------- |
| 2000 |                                            | Gui ming mo                                   | Anna            |                  |
| 2000 | Model from Hell                            |                                               | Anna            |                  |
| 2000 | Csodazsaruk Hongkongban                    | Dak ging san yan lui 2                        | Jane Quigley    |                  |
| 2000 | Csodazsaruk Hongkongban                    | Gen-Y Cops                                    | Jane Quigley    |                  |
| 2001 |                                            | Manhattan Midnight                            | Susan / Hope    |                  |
| 2001 | Csúcsformában 2.                           | Rush Hour 2                                   | lány az autóban |                  |
| 2002 | Meztelen fegyver                           | Chek lo dak gung                              | Charlene Ching  | Zsigmond Tamara  |
| 2002 | Meztelen fegyver                           | Naked Weapon                                  | Charlene Ching  | Zsigmond Tamara  |
| 2003 |                                            | Yi wu liang huo                               | Miss Clary      |                  |
| 2003 | The Trouble-Makers                         |                                               | Miss Clary      |                  |
| 2004 |                                            | Hainan ji fan                                 | Gigi            |                  |
| 2004 | Rice Rhapsody                              |                                               | Gigi            |                  |
| 2004 |                                            | Moh waan chue fong                            | May             |                  |
| 2004 | Magic Kitchen                              |                                               | May             |                  |
| 2004 | 80 nap alatt a Föld körül                  | Around the World In 80 Days                   | ügynöknő        |                  |
| 2005 | Sárkány osztag                             | Mang lung                                     | Yuet            |                  |
| 2005 | Sárkány osztag                             | Dragon Squad                                  | Yuet            |                  |
| 2006 | Mission: Impossible III                    | Mission Impossible III                        | Zhen Lei        | Györgyi Anna     |
| 2007 |                                            | The Counting House                            | Jade            |                  |
| 2007 | Die Hard 4.0 – Legdrágább az életed        | Live Free or Die Hard                         | Mai Linh        | Schell Judit     |
| 2007 | Szerva itt, pofon ott                      | Balls of Fury                                 | Maggie          |                  |
| 2008 | Szeretlek, New York                        | New York, I Love You                          | Janice Taylor   | Urbán Andrea     |
| 2008 |                                            | San guo zhi jian long xie jia                 | Cao Ying        |                  |
| 2008 | Three Kingdoms: Resurrection of the Dragon |                                               | Cao Ying        |                  |
| 2008 | Szex telefonhívásra                        | Deception                                     | Tina            |                  |
| 2009 |                                            | Lang zai ji                                   | háremhölgy      |                  |
| 2009 | The Warrior and the Wolf                   |                                               | háremhölgy      |                  |
| 2010 | Az ősök kardja                             | The King of Fighters                          | Mai Shiranui    | Zakariás Éva     |
| 2010 | Végjáték                                   | Rogues Gallery                                | főpapnő         | Pikali Gerda     |
| 2011 | A pap – Háború a vámpírok ellen            | Priest                                        | papnő           | Kéri Kitty       |
| 2014 |                                            | Unity (dokumentumfilm)                        | narrátor        |                  |
| 2014 | A beavatott                                | Divergent                                     | Tori Wu         | Létay Dóra       |
| 2015 | A beavatott-sorozat: A lázadó              | The Divergent Series: Insurgent               | Tori Wu         | Létay Dóra       |
| 2016 | A beavatott-sorozat: A hűséges             | The Divergent Series: Allegiant               | Tori Wu         | Létay Dóra       |
| 2017 | A csőd szélén                              | The Crash                                     | Hilary nővér    | Dögei Éva        |
| 2017 |                                            | Slumber                                       | Alice Arnolds   |                  |
| 2018 | Gyémánthajsza                              | The Con Is On                                 | Irina Solokov   | Bognár Gyöngyvér |
| 2018 |                                            | Chiisana eiyû: Kani to tamago to tômei ningen | anya (hangja)   |                  |
| 2018 | Modest Heroes                              |                                               | anya (hangja)   |                  |
| 2020 | A vágyak szigete                           | Fantasy Island                                | Gwen Olsen      | Balsai Mónika    |
| 2020 |                                            | The Argument                                  | Sarah           |                  |
| 2020 | Halálom napja                              | Death of Me                                   | Christine       | Létay Dóra       |
| 2021 | A védenc                                   | The Protégé                                   | Anna            | Schell Judit     |
| 2023 | A rettegés éjszakája                       | Fear the Night                                | Tess            | Solecki Janka    |
| 2023 | Családi kiruccanás                         | The Family Plan                               | Gwen            |                  |

### Televízió
| Év        | Magyar cím             | Eredeti cím         | Szerep                       | Megjegyzések                                           |
| --------- | ---------------------- | ------------------- | ---------------------------- | ------------------------------------------------------ |
| 2005      | Széttört szívek háza   | House of Harmony    | Harmony                      | tévéfilm                                               |
| 2010–2013 | Nikita                 | Nikita              | Nikita Mears                 | főszereplő (73 epizód)                                 |
| 2012–2019 | Az igazság ifjú ligája | Young Justice       | Wonder Woman (hangja)        | visszatérő szereplő (7 epizód)                         |
| 2014–2015 | Zaklatók               | Stalker             | Beth Davis / Michelle Webber | - főszereplő (20 epizód) - magyar hangja: - Létay Dóra |
| 2016–2019 | A kijelölt túlélő      | Designated Survivor | Hannah Wells                 | - főszereplő (50 epizód) - magyar hangja: - Létay Dóra |
| 2022      |                        | Pivoting            | Sarah                        | főszereplő                                             |